# FTSE Italia Micro Cap
FTSE Italia Micro Cap è stato fino al 17 giugno 2016 un indice della Borsa di Milano. Era il paniere di quei titoli azionari di piccole società che non soddisfacevano determinati criteri di liquidità e a capitalizzazione azionaria molto bassa. Rappresentava l'1% circa della capitalizzazione di Borsa Italiana e un controvalore e scambi in percentuale inferiore allo 0,5% in media su una intera seduta.

## Ex società del paniere
Fino al 17 giugno 2016 hanno fatto parte dell'indice FTSE Italia Micro Cap le seguenti 10 società:
- Boero Bartolomeo S.p.A.
- Borgosesia S.p.A.
- Ivs Group S.p.A.
- Meridie S.p.A.[1]
- Mid Industry Capital S.p.A.[1]
- Nice S.p.A.
- Nova Re S.p.A.
- Save S.p.A.
- Space2 S.p.A.[1]
- Toscana Aeroporti S.p.A.

Dati aggiornati al 17 giugno 2016.